# قماهد (حجة)

تعديل مصدري - تعديل

قماهد هي إحدى قرى عزلة المعمري بمديرية حجة التابعة لمحافظة حجة، بلغ تعداد سكانها 84 نسمة حسب تعداد اليمن لعام 2004.